# Grote Boeddha van Ling Shan

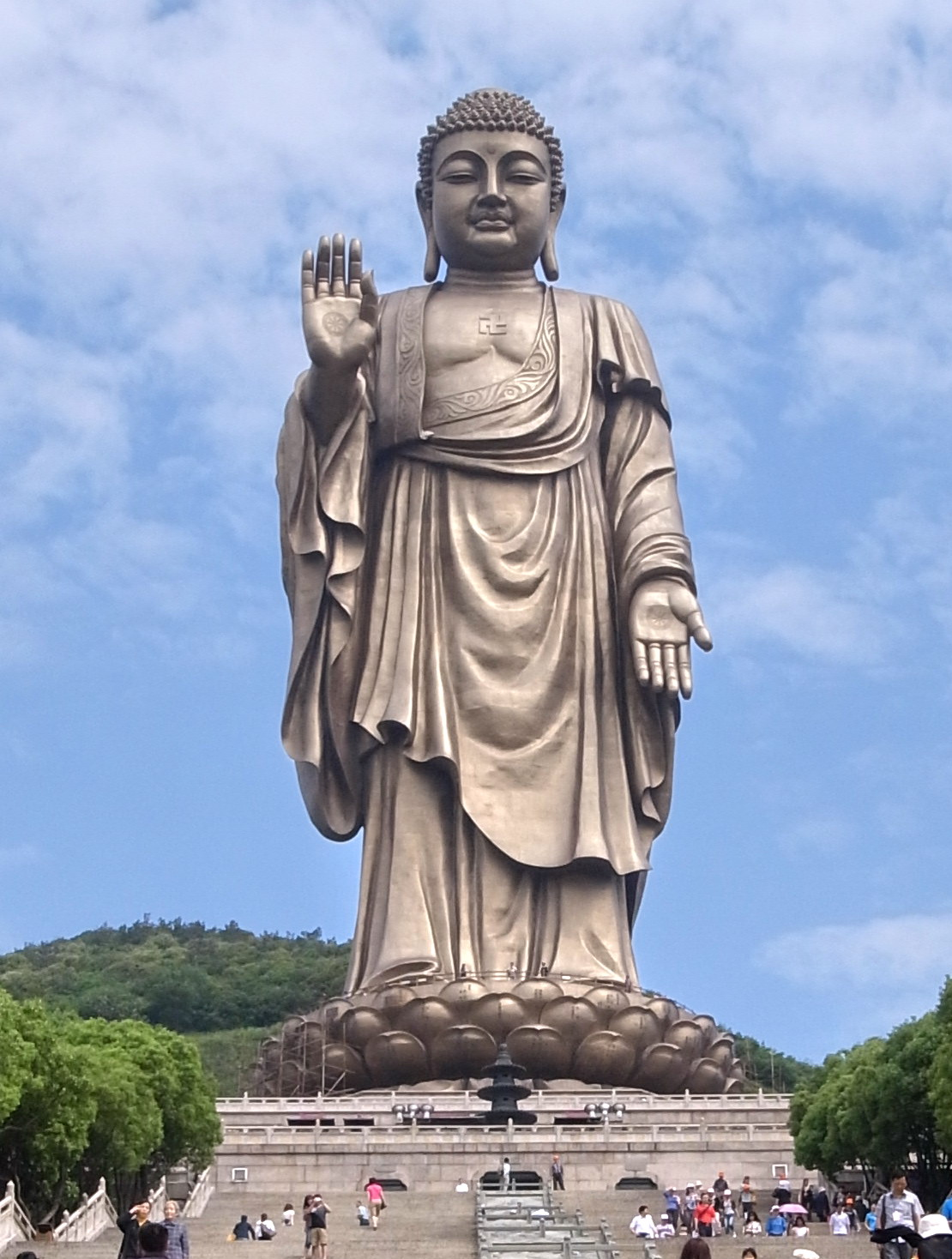
Grote Boeddha van Ling Shan

De Grote Boeddha van Ling Shan is een kolossaal standbeeld ten zuiden van de berg Longshan nabij de stad Wuxi in de Chinese provincie Jiangsu.

## Geschiedenis
In 1996/1997 werd het beeld gebouwd.

## Bouwwerk
Het standbeeld beeldt Gautama Boeddha af in een staande positie op een lotus, met het gezicht gericht op het zuidoosten. De rechterhand van het beeld is opgeheven met de handpalm naar voren gericht. De linkerarm wordt naar beneden gehouden met de handpalm naar voren gericht.
Het beeld heeft een totale hoogte van 88 meter, waarvan de Boeddha 79 meter hoog is en de lotus negen meter hoog, en is opgetrokken in brons.

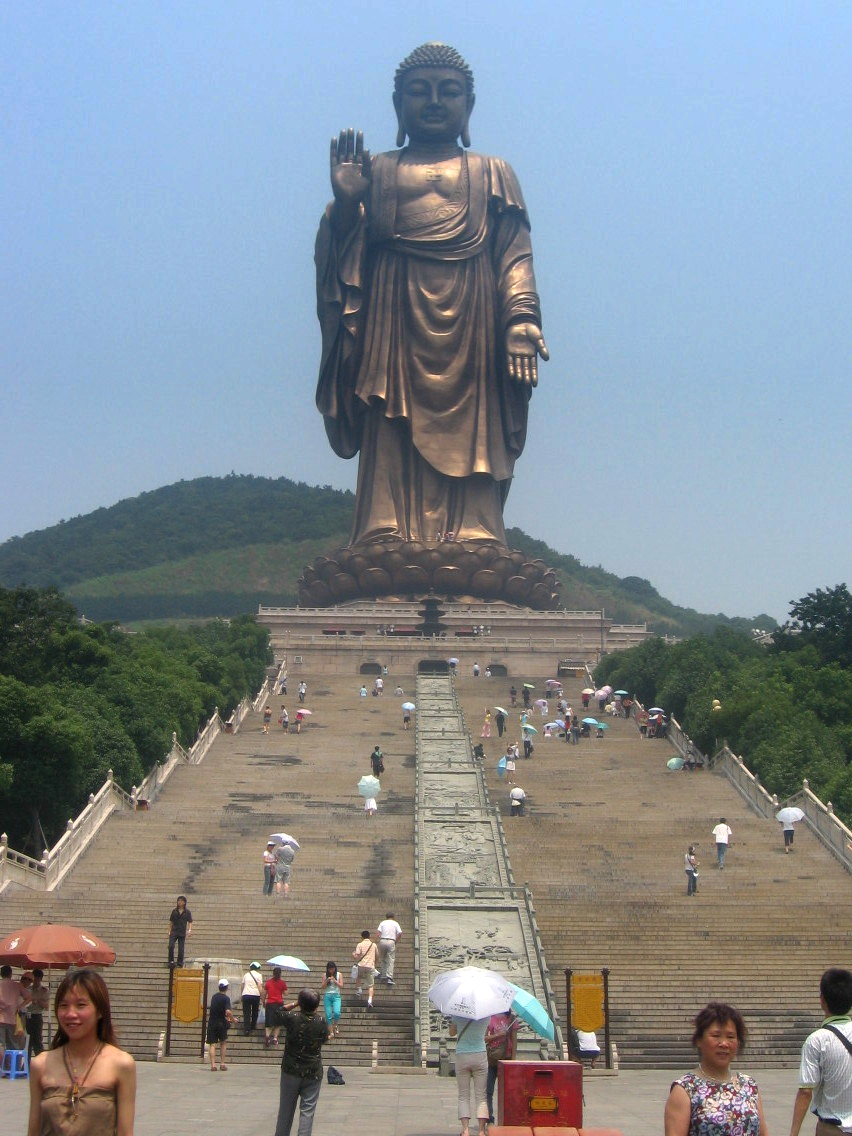
de Boeddha op de heuvel met trappen er naartoe
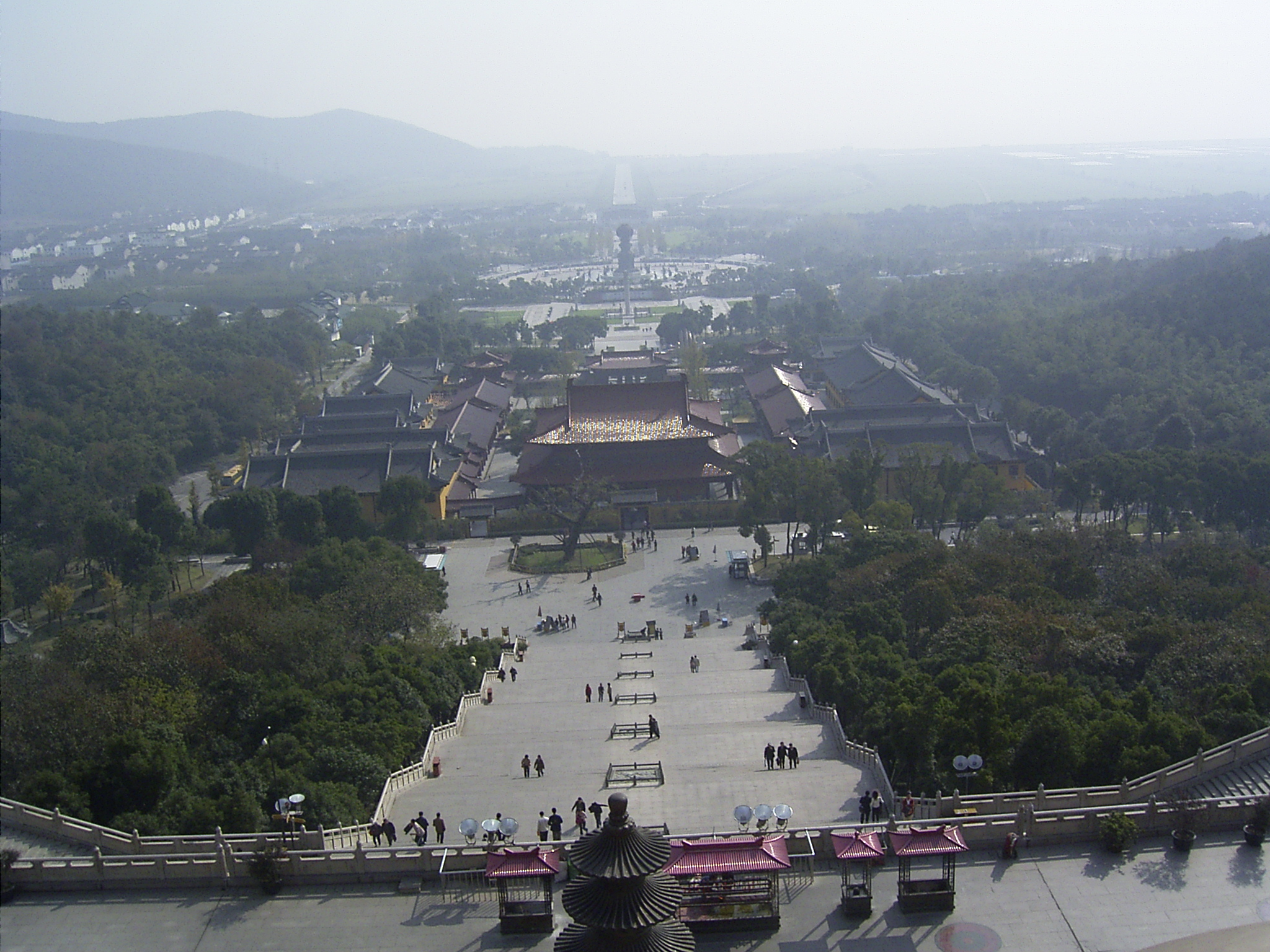
uitzicht vanaf bij het beeld